# Commanderie de Dorlisheim
La commanderie de Dorlisheim est une commanderie hospitalière fondée dans le premier quart du XIIIe siècle et située à proximité de Dorlisheim, dans la Collectivité européenne d’Alsace. Les bâtiments ont été entièrement rasés en 1802 et leur emplacement est occupé depuis 1857 par le château Saint-Jean.

## Histoire

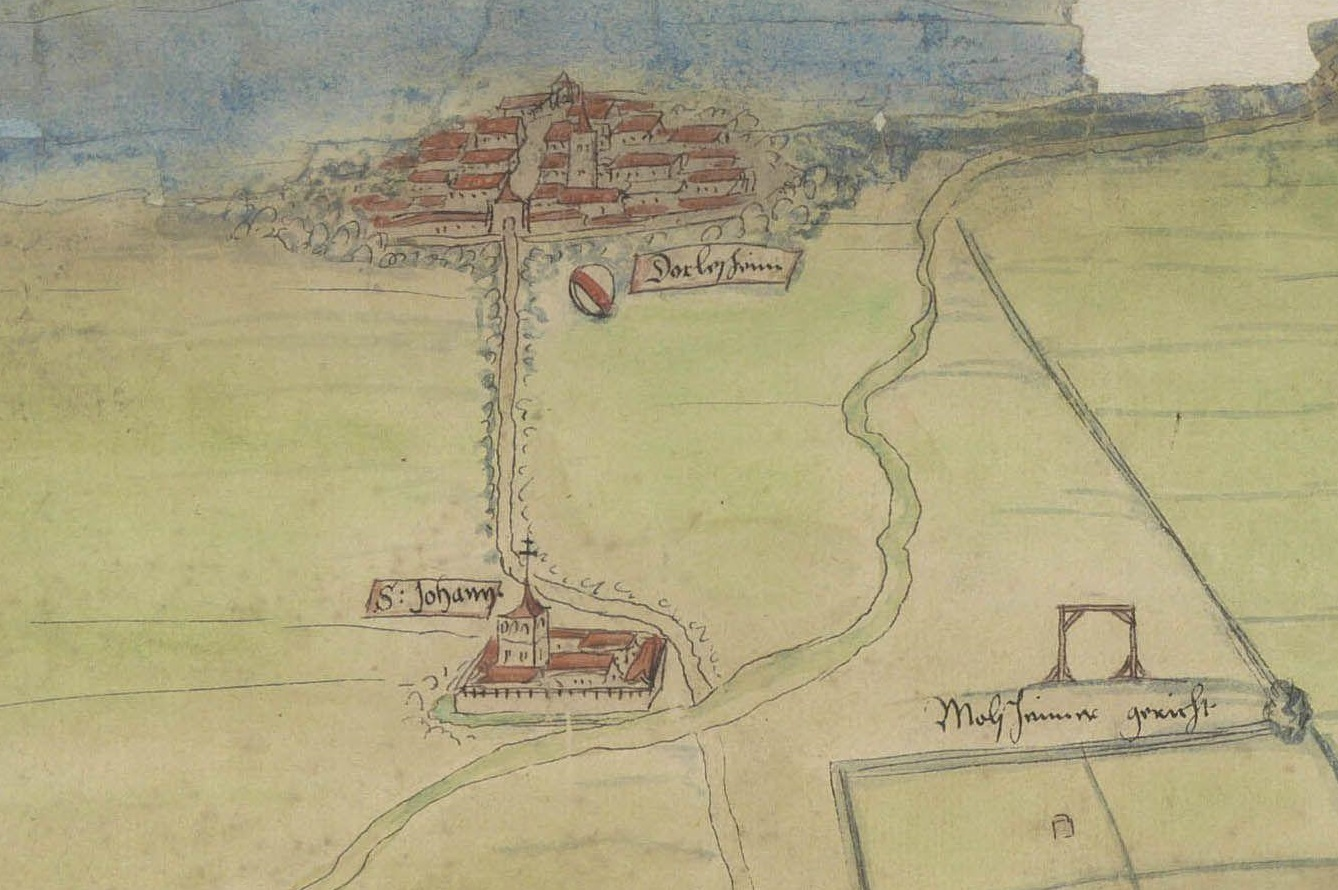
La commanderie sur un plan de la deuxième moitié du XVIe siècle.

D’après l’Edelsauer Chronick de Hertzog, la commanderie est fondée en 1011. Cette date, dont on ignore d’où Herzog la tient, n’est plus considérée valide depuis le début du XXe siècle. Le consensus se porte désormais plutôt vers une fondation dans le premier quart du XIIIe siècle qui est plus cohérente avec l’histoire de l’implantation de l’ordre en Alsace ainsi qu’avec les caractéristiques stylistiques de l’église.
Au Moyen Âge, l’église sert de nécropole pour certaines familles nobles strasbourgeoises, l’évêque Walter de Geroldseck et son frère Hermann y étant notamment inhumés. La commanderie est incendiée pendant l’incursion des Armagnacs en Alsace au XVe siècle puis pendant la guerre des paysans en 1525. Bien que réparés après ce dernier événement, les bâtiments se dégradent progressivement à l’époque moderne et apparaissent en partie ruinés dès le XVIIe siècle. Au moment de la Révolution, seule l’église est encore en bon état. Elle est toutefois rasée en 1802 et ses matériaux réutilisés pour construire l’église de Behlenheim.

## Bâtiments

### Description générale
La commanderie comporte une enceinte quadrangulaire crénelée à laquelle sont adossés des bâtiments d’habitation, avec l’église au centre de l’enclos.

### Église
L’église semble avoir été de plan centré cruciforme, avec une tour au centre, des façades décorées de frises d’arcatures et lésènes et des absides à extrémité des bras nord, sud et est. Celle du bras occidental était occupée par un imposant portail dont la composition générale est similaire à celui de l’église Saint-Cyriaque d’Altorf. La décoration en est toutefois plus riche, avec des statues de saints sur les pilastres, des sculptures d’anges sur les chapiteaux, des personnages et des motifs végétaux sur les voussures. Le tympan était décoré d’un Christ en majesté au centre, avec à gauche une représentation du baptême du Christ et à droite deux personnages levant les mains, peut-être la Vierge et saint Jean. Le portail était surmonté d’un fronton triangulaire coiffé d’une croix et dont les rampants était bordés d’une frise. Ses caractéristiques stylistiques permettent de dater le portail du premier quart du XIIIe siècle.

## État des sources
Les plus anciennes représentations de la commanderie sont deux plans réalisés par David Kandel au XVIe siècle et conservés aux Archives de Strasbourg. L’objectif de ces plans est toutefois d’abord de montrer les délimitations des propriétés et non de représenter de manière exacte les bâtiments, qui y sont vraisemblablement représentés de manière peu fidèles. La commanderie apparaît un siècle plus tard sur une gravure de Wenzel Hollar réalisée en 1643. Il existe en outre un dessin de Jean André Silbermann représentant le portail de l’église. Bien que non daté et incomplet, ce dessin est probablement assez exact dans la restitution des détails du portail.
Le site n’a pas fait l’objet de fouilles archéologiques, mais quelques éléments lapidaires ont été préservés lors de la démolition. Ceux-ci comprennent plusieurs fragments de dalles funéraires, dont l’un porte la date de 1416 et un blason pouvant être celui de la famille Sick, des fragments de frises, de colonnes, de chapiteaux et d’ornements ainsi que des restes de statuaire. La statue la mieux conservée est une représentation de saint Jean-Baptiste du XIVe siècle découverte en 1846. L’original se trouve au musée de l’Œuvre Notre-Dame, une copie étant exposée au-dessus des ruines de la porte. Il existe également une statue de chevalier dont la tête, les mains et les pieds sont très endommagés, ainsi qu’un chien dont les pattes sont manquantes. En outre, l’église de Behlenheim, construite en 1802, comprend environ 45 m d’une frise romane provenant très probablement de la commanderie. 